# Gavleån
Gavleån (även Gävleån) är ett vattendrag i mellersta Gästrikland mellan Storsjön och Gävlebukten (Bottenhavet). Inloppet är beläget i Forsbacka och utloppet i Gävle; längden är knappt 30 kilometer, inklusive källflöden 129 kilometer.
Gavleåns avrinningsområde är cirka 2 500 km² och omfattar centrala och västra Gästrikland och östligaste Dalarna. De viktigaste källflödena Jädraån, Borrsjöån och Hoån rinner alla upp i höglandet kring gränsen landskapen emellan. I avrinningsområdet finns, förutom Storsjön, sjöarna Öjaren, Ottnaren, Hyn, Hinsen och Logärden samt ett stort antal mindre sjöar och vattendrag.

## Beskrivning av dess lopp

### Forsbacka-Mackmyra
Vid Gavleåns utlopp ur Storsjön bildades grunda forsar invid vilka Forsbacka bruk anlades. Bruken tog sin kraft ur forsarna och här anlades Forsbacka kraftverk, fortfarande aktivt. De lugna vattnen ovan och nedan forsarna kallas Övre respektive Nedre säljet I Övre säljet ligger ön Ålborg, där bruksparkens klockstapel står, och i Nedre säljet ligger ön Farfarsholmen.
Efter Forsbacka viker ån av i en stor krök norrut och österut, korsas av E16 och rinner igenom stora träskliknande sankmarker tillhöriga byarna Bäck, Västbyggeby och Mackmyra. De platser där ån smalnar av och flödet blir hastigare har fått namn som Grådströmmen och Bråtströmmen.

### Mackmyra
Ovanför Mackmyra breder Gavleån ut sig i ytterligare ett lugnvatten kallat Engesån. Engesån är egentligen en fördämning för Hälleströmmens kraftverk som ligger i dammens sydöstra ände. Tidigare delade sig ån här i två forsar, numer dämda, kring ön Hälleholmen.

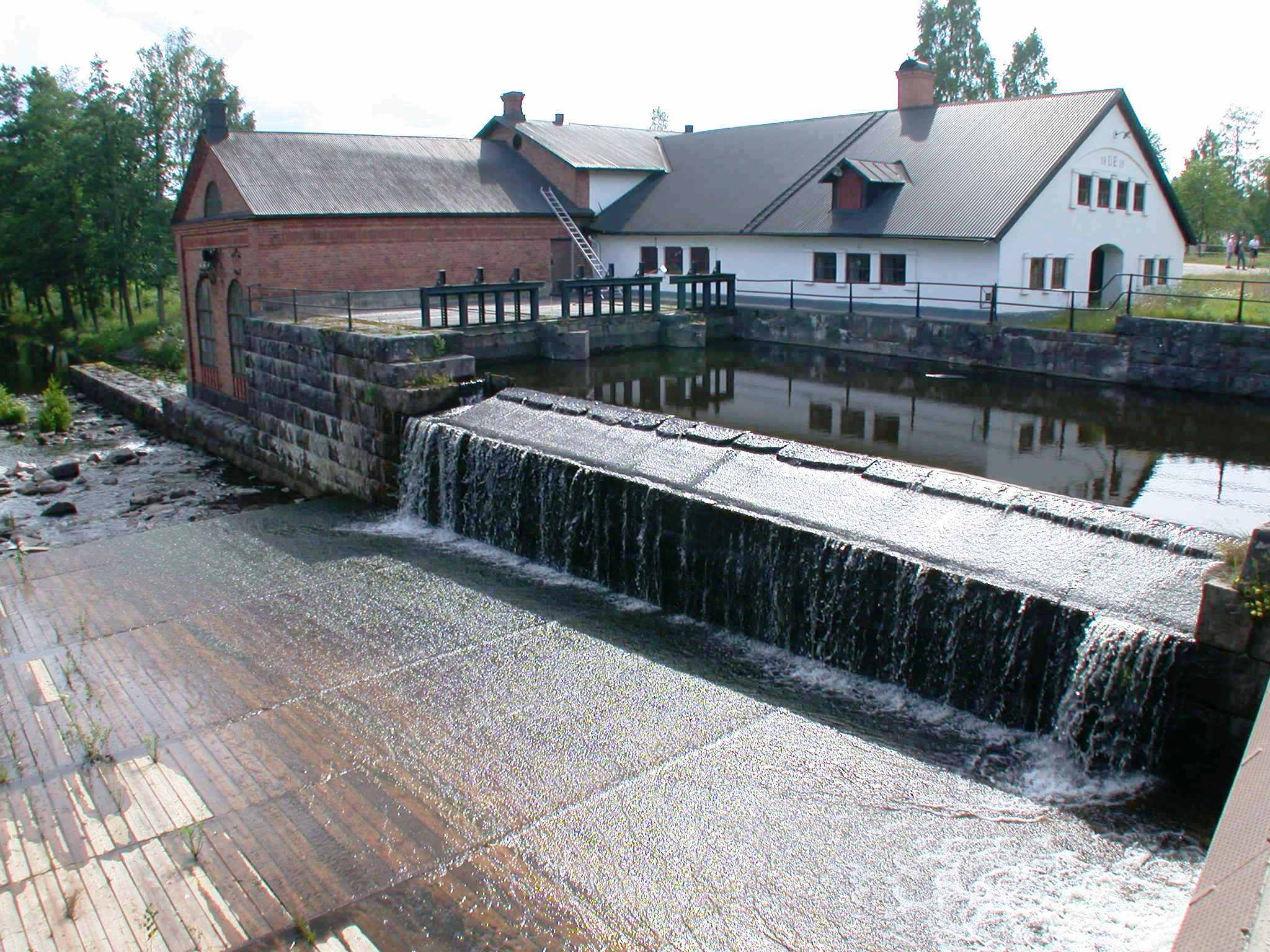
Gamla kraftverket i Mackmyra. Här huserar idag Mackmyra Svensk Whisky.

Genom Mackmyra delar sig ån i flera armar, både naturliga och grävda. Åns gamla huvudfåra rinner norr om Mackmyra bruk och delar sig där i två armar som omsluter den stora ön Öhn. Den norra armen kallas Gavleån och den södra armen Lillån, trots att det är den södra armen som är huvudflöde. Den norra armen är dämd vid herrgården medan den södra armen är dämd vid bruksparken där gamla kraftverket ligger.
Gavleåns norra fåra är en grund fors under hela sitt halvannan kilometer långa lopp från Mackmyra ned till sammanflödet med Lillån. Vid Tröskverksbron i Öhns by var en gång ett tröskverk anlagt i ån.
Åns nya huvudfåra är en under 1960-talet grävd kanal mellan Hälleströmmens kraftverk och Lillån, söder om bruket. Den mynnar i Lillån, åns egentliga huvudfåra, några hundra meter söder om gamla kraftverket. Mellan Mackmyra by och Mackmyra sulfitfabrik ligger Mackmyra kraftverk, det största kraftverket i ån. Lillån flyter sedan, djupt nedskuren i sedimenten, längs tätorten Valbos norra kant.

### Centrala Valbo
Vid den lilla men höga ön Trollholmen i centrala Valbo flyter Gavleåns båda armar samman igen. På Öhns östspets fanns under medeltiden en fästning kallad Gadöborg eller Gaddaborg, troligtvis syftandes på öns "gadd". Gadöborg omnämns i tronföljdsstriderna under slutet av 1300-talet då den sägs ha tillhört vitaliebröderna. I det lugnvatten som bildas vid flodarmarnas sammanflöde fanns i mitten av 1900-talet simanläggningen Gadöbadet, nedlagt 1951 på grund av åns förorenade vatten.
I höjd med Östanbäck blir åns stränder åter flackare och börjar kantas av trädgårdar och privata bryggor. Här fanns tidigare tre mindre kraftverk, Östanbäcks, Svedens och Kristinelunds kraftverk, anlagda av bönder, elektricitetsföreningar och industrin. Kraftverken revs i början av 1980-talet och ersattes av Åbyfors kraftverk. I den torrlagda forsen nedströms Åbyforsverket kan den blottlagda Gävlesandstenen beskådas.
Nedströms Åbyforsen är ån åter djupt nedskuren i sedimenten och rinner längs Valboåsens norra sida. Ett par kilometer längre ned, i Hagaström, blir den norra stranden flackare och bebyggelsen når ned till ån. Här låg tidigare Prästforsen, uppkallad efter Valbo prästgård på åsen söder om ån, som dämdes i slutet av 1800-talet då Prästforsens kraftverk byggdes. Då forsen översvämmades anlades vid Durovägen en populär badplats med en liten sandstrand.
Efter Prästforsen upprepas det tidigare mönstret; ån löper djupt nedskuren i sedimenten och först efter ytterligare några kilometer når bebyggelsen åter ned till ån. På åns norra sida ligger Lexe, stadsdel i utkanten av Gävle, och på södra sidan Nya kyrkogården eller Skogskyrkogården. Vid forsarna i Tolvfors anlades på 1600-talet Tolvfors bruk och på 1920-talet Tolvfors kraftverk.

### Gävle

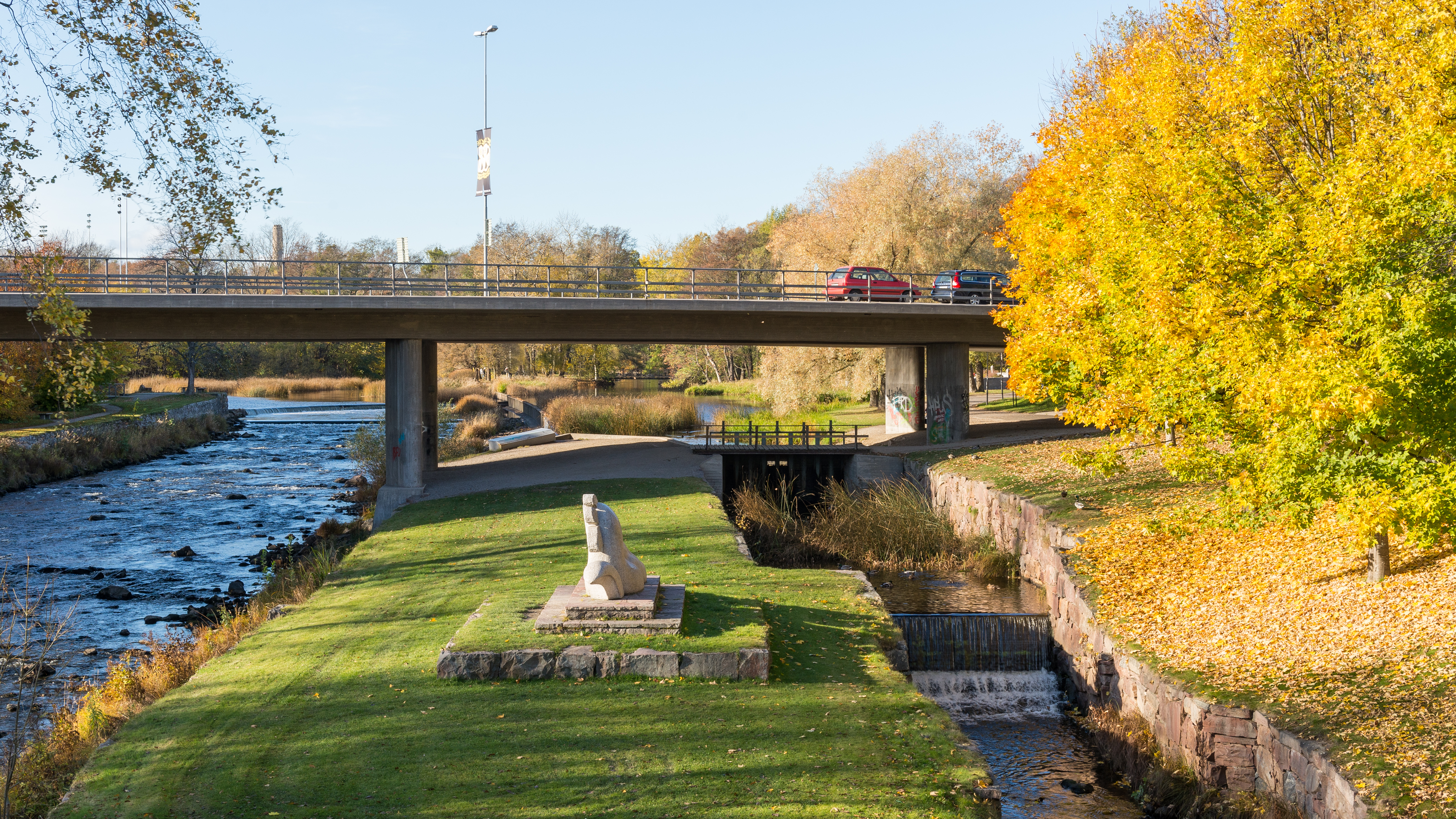
Kvarnbron och Kvarnholmen med skulpturen Auroras seger; vy från Drottningbron norrut.

Gävleåsen genombryts av Gavleån efter Tolvfors och en vanlig teori om ortnamnet Gävles ursprung är att det skulle syfta på de "gavlar" som bildas av åsen vid åns genombrott. Här gör ån en kraftig krök söderut och kantas på östra sidan av Gävle sjukhus vidsträckta anläggningar och på västra sidan av Valls hage, ett arboretum.
Broarna Gavlebron och Gustavsbro, vilka utgör Gävles västra infart, markerar att ån nu nått Gävle. Söder om broarna ligger Gamla kyrkogården på östra sidan och Kungsbäck på västra sidan. Kungsbäck har fått sitt namn efter Kungsbäcken (Valsjöbäcken), Gavleåns största biflöde, som mynnar här efter sitt lopp över Valboslätten. Ån kröker nu österut och på södra sidan ligger Regementsparken och Hälsinge regementes före detta kaserner i vilka Högskolan i Gävle huserar. Udden norr om ån, tidigare kallad Kroknäs, utgör en del av stadsparken Boulognerskogen.
Åns sista större kraftverk är Strömdalens kraftverk mellan Villastaden och Stadsträdgården. I forsarna vid Stadsträdgården och Kvarnparken har kvarnar, tegelbruk och ett kallbadhus funnits, liksom Gävles första vattenverk. Under Kvarnbron ligger ett litet underjordiskt kraftverk, Strömsborgs kraftverk, anlagt 2001 i en av forsens gamla kanaler. På åns ömse sidor i kröken vid Heliga Trefaldighets kyrka, nedströms Drottningbron, ligger Gävles dyraste villor.

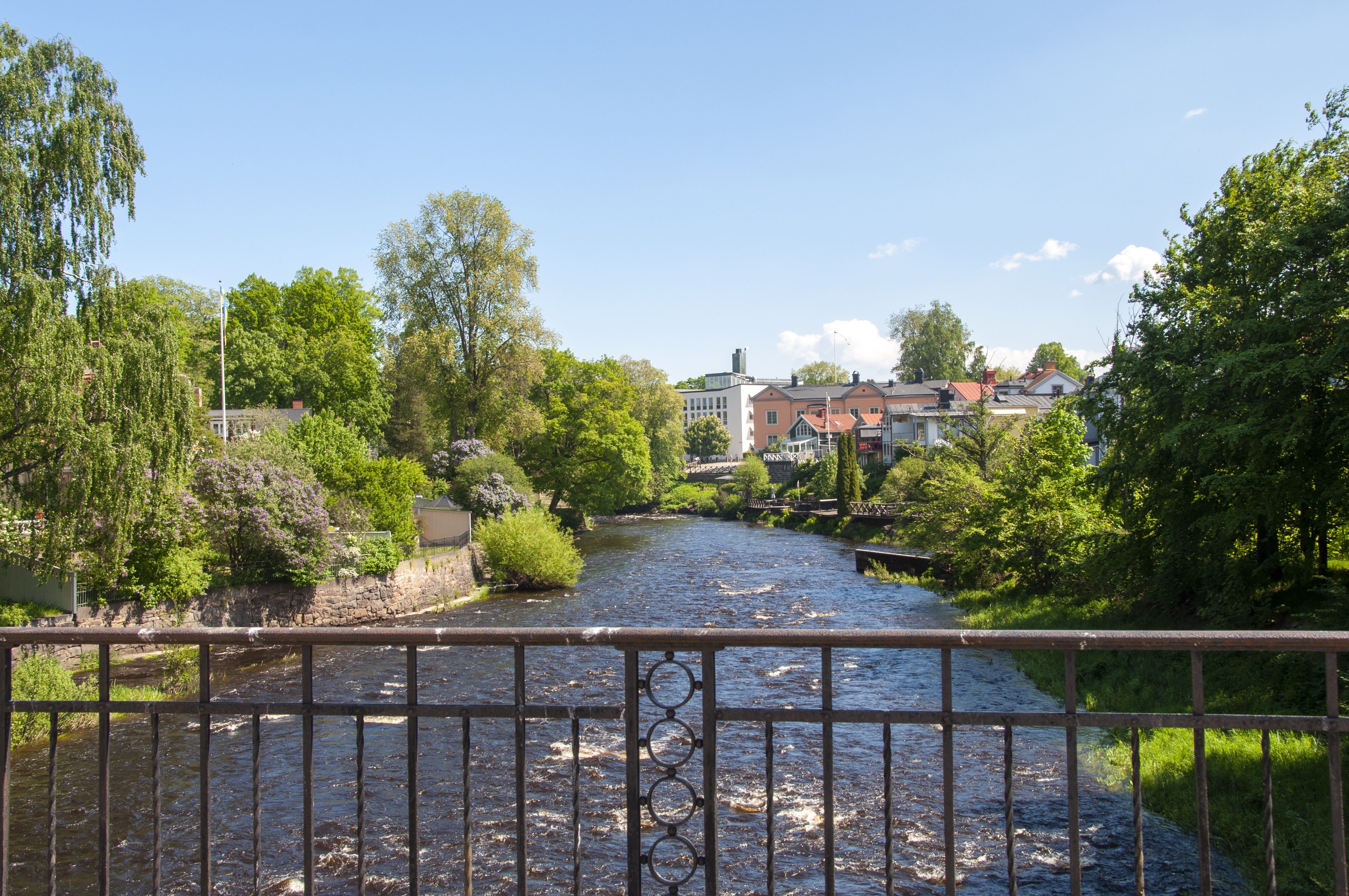
Hus vid Gavleån

Efter Gammelbron, den äldsta broplatsen i Gävle, tar forsarna genom Gävle slut. Under medeltiden var ån segelbar upp hit men redan under 1500-talet när Johan III lät anlägga Gävle slott hade landhöjningen gjort ån så grund att stadens borgare beordrades att muddra ån upp till slottet. Från Gammelbron och ut till havet är ån helt kanaliserad med kajskoning i sten eller, längre ut, stålspont och betong.
Genom Gävle korsas ån av ett flertal gatubroar och en järnvägsbro. Den segelfria höjden är mellan 2 och 3 meter vilket gör att små motorbåtar kan ta sig ända upp till slottet. Innan 1992, då Alderholmsbron byggdes, kunde segelfartyg ta sig ända in till Islandsbron. På grund av detta har Alderholmsbron fått en mängd öknamn, bland andra Onödan, Båtbromsen, Stängbron och Dimmornas bro.

### Gavleåns delta

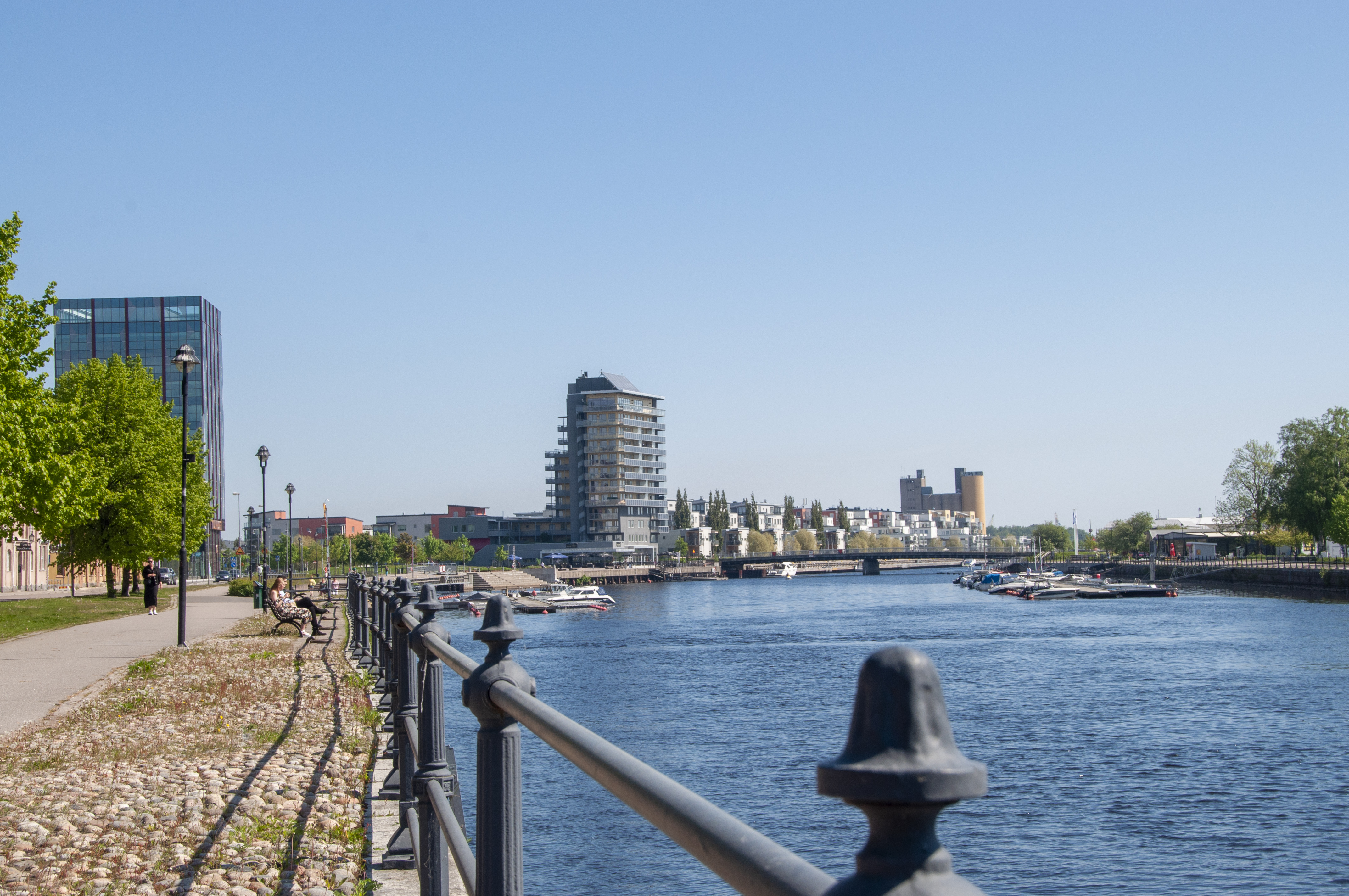
Gavleån vid Alderholmen

Gavleån bildade ursprungligen ett stort floddelta vid utloppet i Inre fjärden. I takt med landhöjningen blev landet i deltat allt fastare och togs i anspråk för stadens bebyggelse och de olika flodarmarna kanaliserades eller fylldes igen.
Den största armen på åns södra sida kallades Islandslillån och började ungefär där Länsmuseet Gävleborg i dag ligger och mynnade långt ute på Brynäs. Den avlånga ön mellan de två armarna kallades Islandet, ett namn som kan ha syftat antingen på att ön inte var fast att gå på annat än vintertid eller att stora mängder is samlades i ån på vintrarna. Islandslillån fylldes igen i slutet av 1800-talet. En synlig rest av ån är fiskargårdarna i kvarteret Springer längs Brynäsgatan vilkas båthus påminner om att de en gång stod vid en å trots att de nu befinner sig ett och ett halvt kvarter från vattnet.
På norra sidan låg den sista kvarvarande bifåran i det en gång stora deltat. Den började där kvarteret Lillån i dag ligger (Grand Hotel) och mot nordost i ungefär två kvarter, innan den rann ut mot havet. Tillsammans med åns huvudfåra omslöt den ön Alderholmen. Efter stadsbranden år 1869 grävdes en ny kanal åt Lillån längre österut, den s.k. Holmkanalen, vinkelrätt från Gavleån, över Fisktorget (nuvarande Hamntorget). Kvar av den gamla Lillån blev kvartersnamnet samt den triangulära platsen Börsplan framför Grands entré.

Under 1960-talet fylldes Hamntorget igen och i början av 1980-talet fylldes även utloppet igen, lämnande kvar en fyra kvarter lång brun damm längs Nygatan. År 2002 byggdes Hamntorget åter om och en damm anlades där Lillån förr legat. Det fanns planer på att gräva en ny kanal över Alderholmen åt resterna av Holmkanalen, dock i ett mer sydligt läge. Dessa planer avvisades dock utan närmare förklaring av Gävle kommun.
2006 påbörjades ett stort bostadsbygge, Gävle Strand, på det före detta järnvägsområdet (Gävle norra station) på Alderholmen. Genom detta anlades en ny kanal Alderholmskanalen ut till Nyhamn. 

## Friluftsliv

### Sportfiske
Gavleån är ett populärt sport- och fritidsfiskevatten, särskilt genom Gävle.

### Kräftfiske
Gavleån var länge känd som ett av Sveriges finaste kräftfiskevatten, men i början av 1990-talet drabbades flodkräftebeståndet av en dittills okänd sjukdom (raskt döpt till Storsjösjukan) som slog ut i stort sett hela beståndet. Det lilla hoppet om en återväxt av flodkräftan har grusats i takt med att signalkräftebeståndet visat sig livskraftigt. Signalkräftan har planterats in dels legalt på några få ställen på 1960- och 1970-talen, dels illegalt efter det. Fiskeriverket har sagt nej till vidare signalkräfteinplantering även om flodkräftan betraktas som helt utdöd.

### Kanotpaddling
Gavleån kan paddlas på sträckorna mellan kraftverken. Anordningar för att föra kanoten förbi kraftverken saknas dock.

## Viktigare biflöden
- Bäckebrobäcken/Tickselbäcken, Gävle sjukhus
- Kungsbäcken/Valsjöbäcken, Kungsbäck
- Stenbäcken, Hagaström
- namnlös bäck, Bäck
- Spikåsbäcken, Mackmyra